# Marek Traskowski
Marek Traskowski (ur. 17 lipca 1970 r.) – operator filmowy i telewizyjny, absolwent 1996 Wydziału Radia i Telewizji Uniwersytetu Śląskiego w Katowicach, na kierunek realizacja obrazu. Wyreżyserował i napisał scenariusz do 99 odcinka serialu Kryminalni.

## Filmografia
- Drzazgi (2008)
- Kryminalni (2006)
- Barbórka (2005)
- Kryminalni (2004-2007)
- Czarno to widzę (2003)
- Inferno (2001)
- M jak miłość (2000-2007)
- Na dobre i na złe (1999-2007)
- Zaklęta (1997)